# Acanturoidis
Els acanturoidis (Acanthuroidei) són un subordre de peixos teleostis de l'ordre dels perciformes. Inclou els peixos peixos cirurgians i l'ídol morú (Zanclus cornutus). Són peixos marins tropicals amb el cos comprimit i colors vistosos.

## Famílies
- Acanthuridae
- Ephippidae
- Luvaridae
- Scatophagidae
- Siganidae
- Zanclidae